# NGC 2466
NGC 2466 je galaksija u zviježđu Letećoj ribi.

## Vanjske poveznice
- SEDS: NGC 2466